# Jacquinia incrustata
Jacquinia incrustata är en viveväxtart som beskrevs av Ignatz Urban. Jacquinia incrustata ingår i släktet Jacquinia och familjen viveväxter. Inga underarter finns listade i Catalogue of Life.